# 拝火神殿

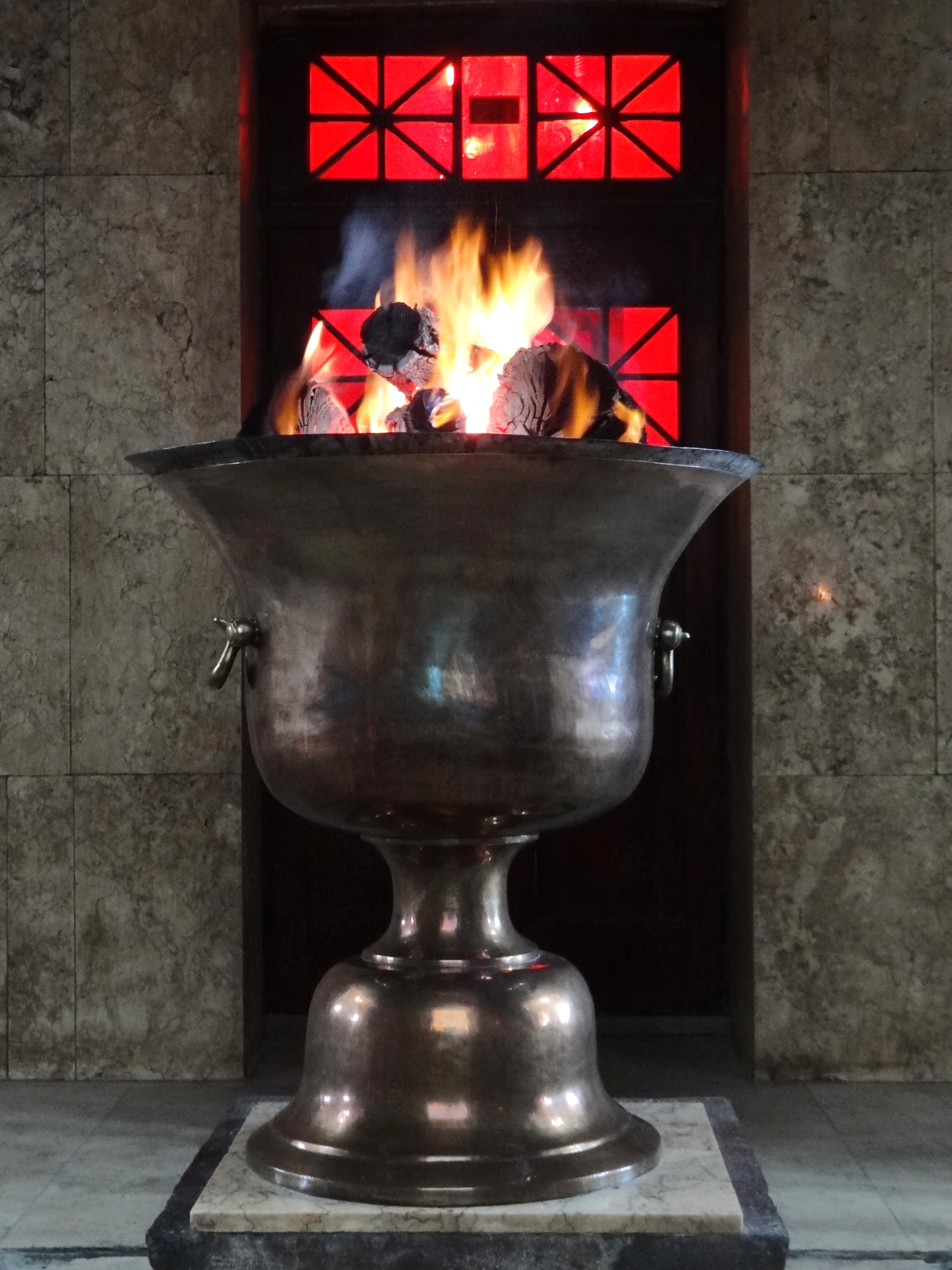
イラン、ヤズドの拝火神殿の火。

拝火神殿（はいかしんでん、Fire Temple）は、ゾロアスター教において、ゾロアスター教徒が祈祷を行う場所。ゾロアスター教では、火（アータルを参照）と清浄な水（アープを参照）が儀式の純正さを成立させる。
2019年現在、世界には167の拝火神殿が存在し、その内の45がムンバイに、105がインドの他の場所に、17がそれ以外の国にある。インドには、ゾロアスター教徒の女性がゾロアスター教徒以外の人と結婚した場合、拝火神殿と沈黙の塔に立ち入ることが許されないという宗教的慣習がある。

## 画像

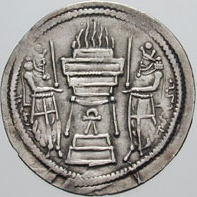
シャープール2世
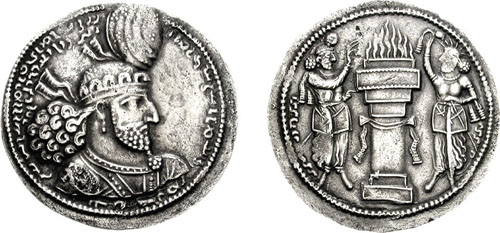
ホルミズド1世
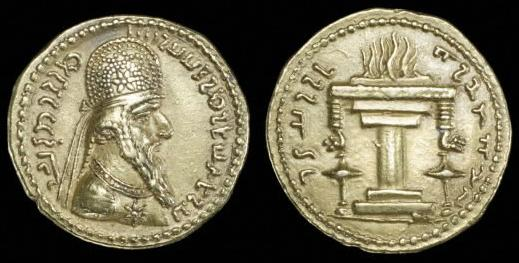
アルダシール1世
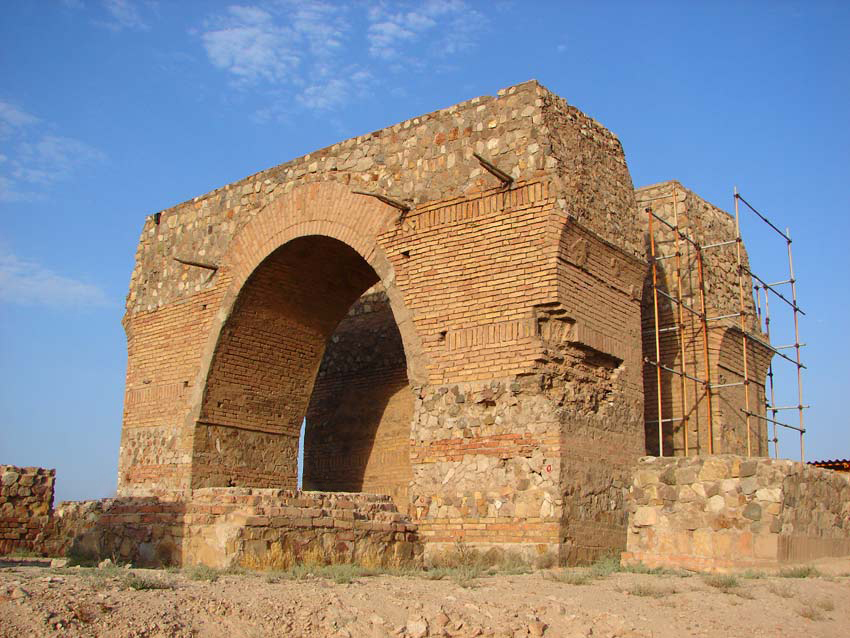
バハラーム拝火神殿（英語版）の写真。
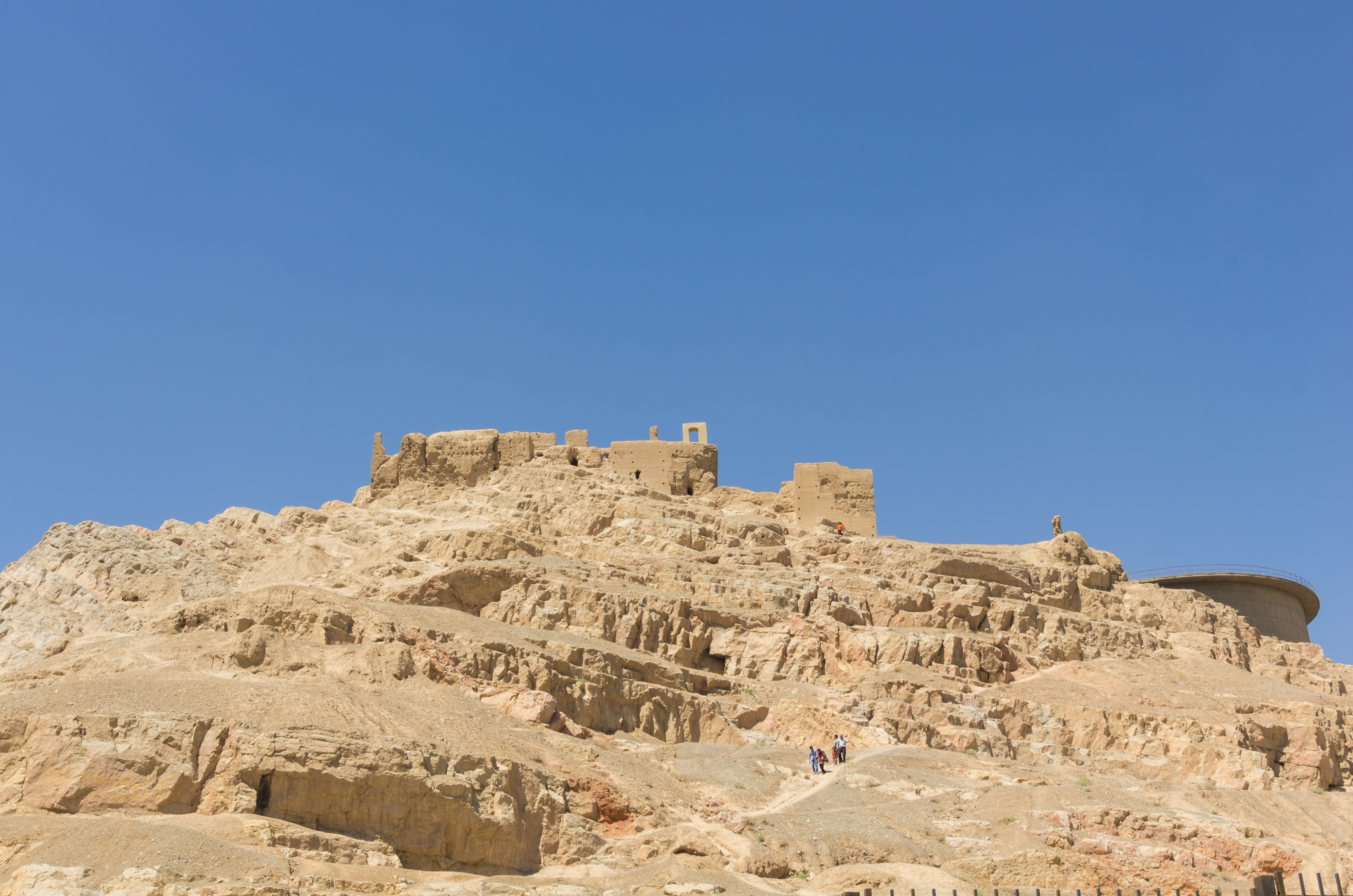
エスファハーンの拝火神殿（英語版）。
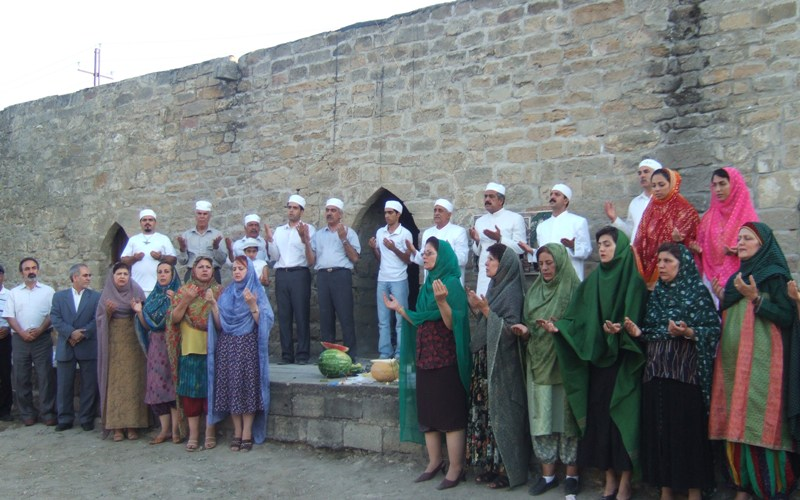
バクーの拝火神殿（英語版）で祈るイラン系ゾロアスター教徒。
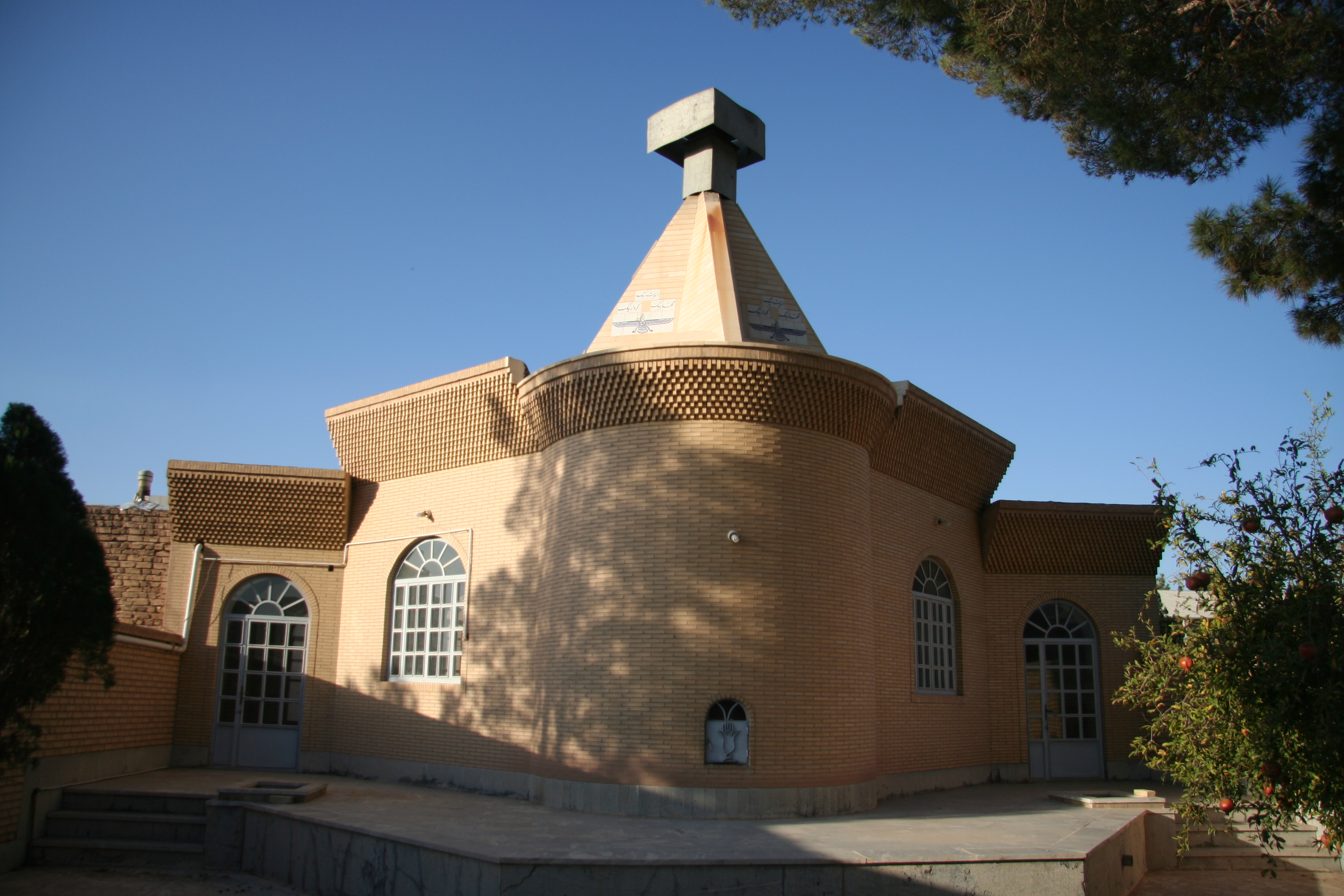
メイボド郡の拝火神殿。